# Märkische Höhe
Märkische Höhe (letteralmente: "altura della Marca") è un comune di 592 abitanti del Brandeburgo, in Germania.

Appartiene al circondario del Märkisch-Oderland ed è parte della comunità amministrativa di Neuhardenberg.
Non esiste alcun centro abitato denominato "Märkische Höhe": si tratta pertanto di un comune sparso.

## Storia
Il comune di Märkische Höhe venne creato nel 2001 dalla fusione dei comuni di Batzlow, Reichenberg e Ringenwalde.

## Geografia antropica
Il territorio comunale è suddiviso nelle frazioni di Batzlow, Reichenberg e Ringenwalde.